# Eva Repková
Eva Repková (ur. 16 stycznia 1975 w Lubowli) – słowacka szachistka, arcymistrzyni od 1995, posiadaczka  tytułu mistrza międzynarodowego od 2007 roku. W latach 1997–2001 reprezentowała Liban, w okresie tym występując jako Eva Repková-Eid, a następnie Eva Eid.

## Kariera szachowa
Wielokrotnie reprezentowała Czechosłowację i Słowację na mistrzostwach świata i Europy juniorek w różnych kategoriach wiekowych, zdobywając cztery tytuł wicemistrzyni świata, w latach 1988 (Timișoara, do 14 lat), 1991 (Guarapuava, do 18 lat), 1993 (Bratysława, do 18 lat) oraz 1995 (Halle, do 20 lat).
Na przełomie lat 80. i 90. XX wieku należała do ścisłej czołówki czechosłowackich, a w kolejnych latach – słowackich szachistek. W 1991 r. zdobyła w Pardubicach tytuł indywidualnej mistrzyni Czechosłowacji, a w 1992 r. wystąpiła w reprezentacji tego kraju na szachowej olimpiadzie oraz drużynowych mistrzostwach Europy. Jako reprezentantka Słowacji, w olimpiadach uczestniczyła jeszcze pięciokrotnie (w latach 1994–2008, za każdym razem na I szachownicy), a w 2001 r. w drużynowych mistrzostwach Europy w León, gdzie zdobyła srebrny medal za indywidualny wynik na III szachownicy.
W okresie reprezentowania barw Libanu zwyciężyła w mistrzostwach państw arabskich (Maroko 1998) oraz zajęła II m. (za Xu Yuhua) w indywidualnych mistrzostwach Azji kobiet (Kuala Lumpur 1998). W 1999 r. zajęła II m. w otwartym turnieju w Bejrucie, a w 2000 r. w Bejrucie po raz drugi zdobyła tytuł mistrzyni państw arabskich.
W kolejnych latach sukcesy odniosła w:
- Wrexham (2002, dz. IV m. za Keithem Arkellem, Glennem Flearem i Danielem Gormallym, wspólnie z Brianen Kellym, przed m.in. Christianem Bauerem; w turnieju tym wypełniła pierwsza normę na tytuł mistrza międzynarodowego, pozostałe dwie w 2007 r. podczas drużynowych mistrzostw Słowacji oraz w Cappelle-la-Grande),
- Rijece (2003, I m.),
- Krku (2003, dz. I m. wspólnie z Nikolettą Lakos),
- Malinsce (2005, I m.),
- Brnie (2008, II m. za Aleksiejem Kiriejewem),
- Århus (2009, I m.),
- Bańskiej Szczawnicy (2010, otwarte mistrzostwa Słowacji, dz. I m. wspólnie z Arkadiuszem Leniartem, Marianem Jurcikiem(inne języki) i Robertem Cvekiem).

Najwyższy ranking w dotychczasowej karierze osiągnęła 1 września 2010 r., z wynikiem 2447 punktów zajmowała wówczas 45. miejsce na światowej liście FIDE (oraz pierwsze wśród słowackich szachistek).